# Gopo 2016
A X-a ediție a Premiilor Gopo  a fost festivitatea de premiere a celor mai reușite prestații din industria cinematografică românească difuzate între 1 ianuarie și 31 decembrie 2015.

## Nominalizări și câștigători
| Cel mai bun film | Cel mai bun regizor |
| --- | --- |
| - Aferim! – regia: Radu Jude - București NonStop – regia: Dan Chișu - Comoara –regia: Corneliu Porumboiu - De ce eu? –regia: Tudor Giurgiu - Un etaj mai jos –regia: Radu Muntean | - Radu Jude – Aferim! - Dan Chișu – București NonStop - Tudor Giurgiu – De ce eu? - Radu Muntean – Un etaj mai jos - Corneliu Porumboiu – Comoara |
| Cel mai bun actor | Cea mai bună actriță |
| - Teodor Corban – Aferim! pentru rolul Costandin - Gheorghe Ifrim – București NonStop pentru rolul Achim - Emilian Oprea – De ce eu? pentru rolul Cristian Panduru - Alexandru Papadopol – Acasă la tata pentru rolul Robert - Cuzin Toma – Comoara pentru rolul Costi | - Ioana Flora – Acasă la tata pentru rolul Paula - Ana Maria Guran – Lumea e a mea pentru rolul Larisa - Rodica Lazăr – Carmen pentru rolul Mariana - Hilda Peter – Box pentru rolul Cristina - Elena Popa – Autoportretul unei fete cuminți pentru rolul Cristiana |
| Cel mai bun actor în rol secundar | Cea mai bună actriță în rol secundar |
| - Alexandru Dabija – Aferim! pentru rolul Boier Iordache Cîndescu - Iulian Postelnicu – Un etaj mai jos pentru rolul Vali Dima - Adrian Purcărescu – Comoara pentru rolul Adrian - Cuzin Toma – București NonStop pentru rolul Tedy - Andi Vasluianu – Acasă la tata pentru rolul Petrică | - Mihaela Sîrbu – Aferim! pentru rolul Sultana - Tatiana Iekel – Un etaj mai jos pentru rolul Doamna Pătrașcu - Dorina Lazăr – București NonStop pentru rolul Bătrâna - Olimpia Melinte – București NonStop pentru rolul Jeni - Mirela Oprișor – Acasă la tata pentru rolul Mia |
| Cel mai bun scenariu | Cea mai bună imagine |
| - Radu Jude, Florin Lăzărescu – Aferim! - Mimi Brănescu – Acasă la tata - Corneliu Porumboiu – Comoara - Tudor Giurgiu, Loredana Novak – De ce eu? - Alexandru Baciu, Radu Muntean, Răzvan Rădulescu – Un etaj mai jos | - Marius Panduru – Aferim! - Andrei Butică – Acasă la tata - Daniel Kosuth – Lumea e a mea - Tudor Lucaciu – Un etaj mai jos - Liviu Pojoni jr. – București NonStop |
| Cel mai bun montaj | Cel mai bun sunet |
| - Cătălin Cristuțiu – Aferim! - Eugen Kelemen – Box - Lemhenyi Reka – De ce eu? - Tudor Pojoni – București NonStop - Ion Ioachim Stroe – Muntele magic | - Momchil Bozhkov, Dana Lucreția Bunescu, Cristinel Șirli – Aferim! - Sorin Neagu, Florin Tăbăcaru – Acasă la tata - Cristian Tarnovețchi, Alexandru Dumitru, Florin Tăbăcaru, Marius Leftărache – București NonStop - Florin Tăbăcaru, Alexandru Dumitru, Liviu Lupșa, Marius Stănescu – De ce eu? - Electric Brother, Andre Rigaut, Sophie Chiabaut, Michael Kaczmarek – Un etaj mai jos |
| Cea mai bună muzică originală | Gopo pentru cele mai bune decoruri |
| - Alexander Bălănescu – Muntele magic - Vlaicu Golcea – Lumea e a mea - Cristian Lolea – Carmen | - Augustina Stanciu – Aferim! - Adeline Andreea Bădescu – Lumea e a mea - Cristian Niculescu – De ce eu? - Mihaela Poenaru – Box |
| Cele mai bune costume | Cel mai bun machiaj și cea mai bună coafură |
| - Dana Păpăruz – Aferim! - Adeline Andreea Bădescu – Lumea e a mea - Augustina Stanciu – Box - Andreea Szelyes – De ce eu? | - Petya Simeonova, Bianca Boeroiu, Domnica Bogodan – Aferim! - Dana Roșeanu – Carmen - Valetin Valov, Bianca Boeroiu – De ce eu? |
| Cel mai bun film documentar | Cel mai bun film de scurt metraj |
| - Aliyah dada – producător: Tudor Giurgiu (Libra Film), regia: Oana Giurgiu - Cinema, mon amour – producător: Hanka Kastelicova, Tudor Giurgiu (HBO Europe, Libra Film), regia: Alexandru Belc - Muntele magic – producător: Anca Damian (Aparte Film), regia: Anca Damian - Rețeaua – producător: Claudiu Mitcu, Ada Solomon, Călin Peter Netzer, Hanka Kastelicova (Wearebasca, Parada Film, HBO Europe), regia: Claudiu Mitcu - România, patru patrii – producător: Ada Solomon, Alexandru Solomon (HiFilm), regia: Alexandru Solomon            | - Ramona – producător: Andrei Crețulescu, Radu Stancu, Claudiu Mitcu (Kinnoseur Prod, deFilm, Wearebasca), regia: Andrei Crețulescu - Black Friday – producător: UNATC "I.L.Caragiale" București, regia: Roxana Stroe - Dispozitiv 0068 – producător: Iuliana Tarnovețchi (Alien Film), regia: Radu Bărbulescu - În care eroina se ascunde și apoi are parte de o întâlnire neașteptată – producător: Cătalin Drăghici (Wise Factor), regia: Tudor Cristian Jurgiu - Nu există-n lumea asta – producător: Andreea Vălean (Amoidee), regia: Andreea Vălean |
| Cel mai bun scurtmetraj documentar | |
| - Chat with Alice – producător: UNATC "I.L.Caragiale" București, regia: Sandra Isabela Țenț - Cealaltă viață a lui Charon – producător: Vlad Cantoreanu (Universitatea Babeș-Bolyai, B4Film), regia: Ioana Țurcan - Drumul spre succes – producător: Mircea Ștefan (Okapi Sound & Universal Music Romania), regia: Andrei - Nicolae Teodorescu - Înapoi la rădăcini – producător: Andrei Ștefan Răuțu (Cinedaze), regia: Andrei Ștefan Răuțu - Stories in Tea Cups – producător: UNATC "I.L.Caragiale" București, Looking China, regia: Mirona Radu | |
| Gopo pentru debut regizoral | Gopo pentru tânără speranță |
| - Lumea e a mea – regia: Nicolae Constantin Tănase - Acasă la tata – regia: Andrei Cohn - Carmen – regia: Doru Nițescu | - Ana Maria Guran pentru rolul Larisa din filmul Lumea e a mea - Roxana Stroe pentru regia filmului Black Friday - Rafael Florea pentru rolul Rafael din filmul Box - Mihai Gavril Dragolea, Radu Constantin Mocanu pentru regia filmului Roboțelul de aur - Tudor Platon pentru imaginea filmului Toate fluviile curg în mare |
| Gopo pentru cel mai bun film european | Gopo pentru premiul publicului |
| - Leviathan – regia: Andrei Zviaghințev - Ex Machina – regia: Alex Garland - The Tribe – regia: Miroslav Slaboșpițki - Winter sleep – regia: Nuri Bilge Ceylan - Le Tout Nouveau Testament – regia: Jaco Van Dormael | - Aferim! – Radu Jude |
| Gopo pentru întreaga activitate | Gopo pentru întreaga carieră |
| - Constantin Drăgănescu | - Florin Piersic |

## Legături externe
- Câștigătorii Premiilor Gopo 2016 Arhivat în 18 octombrie 2016, la Wayback Machine. pe site-ul oficial